# Міський парк культури і відпочинку «Дружба народів»
Міський парк культури і відпочинку «Дружба народів» (Парк ім. Петровського) — парк-пам'ятка садово-паркового мистецтва місцевого значення в Україні. Розташований у межах Первомайського району Миколаївської області, у межах Первомайської міської ради.

## Опис
Площа — 6 га. Статус надано згідно з рішенням Миколаївської обласної ради № 448 від 23.10.1984 року. 
Заснований у 1935 р. Парк розташований у центрі Первомайська (місцевість Голта) у місці впадінні річки Синюха в Південний Буг.